# Louisville, Mississippi
Louisville är administrativ huvudort i Winston County i Mississippi. Orten har fått sitt namn efter advokaten Louis Winston.